# Australian Football bei den Olympischen Spielen
Australian Football war bisher lediglich einmal als Demonstrationssportart bei den Olympischen Sommerspielen 1956 in Melbourne vertreten. Gemäß den Olympia-Zulassungsbestimmungen waren die Teilnehmer auf Amateure beschränkt, was die Organisatoren dazu zwang, Kader auszuwählen, die aus jungen Stars, alternden Veteranen und Athleten der Vorstadtliga bestanden.
Letztlich fand nur ein einziges Spiel zwischen einer Auswahl der Victorian Amateur Football Association (VAFA) und einem kombinierten Team aus Spielern der Victorian Football League (VFL) und der Victorian Football Association (VFA) am 7. Dezember 1956 vor rund 30.000 Zuschauer im Melbourne Cricket Ground statt, welches 12.9(81):8.7(55) endete. VAFA-Kapitän Geoff Hibbins wurde von den Medien zum besten Spieler der siegreichen Mannschaft gekürt, während sich Dick Fenton-Smith und Ray Pettigrove mit jeweils vier Toren die Auszeichnung als beste Torjäger teilten.
Angesichts der begrenzten Popularität des australischen Fußballs außerhalb Australiens und der schließlichen Streichung von Demonstrationssportarten aus dem olympischen Programm war es der bis dato einzige und letzte Auftritt der Sportart bei Olympischen Spielen.